# Nevezetes vonatok
Nevezetes vonatok elsősorban azok a vasúti viszonylatok (vonatok), amelyek legendás szerepet játszottak a múltban, vagy játszanak akár napjainkban is. A második világháború előtt a nagy távolságú közlekedés legfontosabb eszköze a vasút volt. A vasúti közlekedés napjainkra a légi forgalom előretörésével nagymértékben visszaszorult, elsősorban turisztikai leginkább nosztalgia turisztikai célt szolgál. Ettől függetlenül még a 21. században is több nevezetes vasútvonal, vagy expresszvonat integráns részét képezi a vasúti közlekedésnek, míg mások múzeumvasútként üzemelnek.
| Év   | Vonat Neve                       | Vonat Útvonala                                               | Ország                        | Megjegyzés                                                      |
| ---- | -------------------------------- | ------------------------------------------------------------ | ----------------------------- | --------------------------------------------------------------- |
| 1862 | Royal Scot                       | London - Glasgow                                             | Egyesült Királyság            |                                                                 |
| 1862 | Flying Scotsman                  | London - Edinburgh                                           | Egyesült Királyság            |                                                                 |
| 1883 | Orient Expressz                  | Párizs - Isztambul                                           | Európa                        | napjainkban Strasbourg – Bécs között közlekedik                 |
| 1884 | Nord Expressz                    | Párizs - Szentpétervár                                       | Európa                        | Northern Expressz, napjainkban Párizs–Hamburg között közlekedik |
| 1887 | Sud Expressz                     | Párizs - Lisszabon                                           | Európa                        | Southern Expressz, napjainkban Irun–Lisszabon között közlekedik |
| 1890 | Bombay Expressz                  |                                                              | India                         |                                                                 |
| 1890 | Peninsular and Oriental Expressz |                                                              |                               |                                                                 |
| 1890 | Malle des Indes                  |                                                              |                               |                                                                 |
| 1890 | Róma Expressz                    |                                                              | Olaszország                   |                                                                 |
| 1891 | Southern Crescent                |                                                              | Amerikai Egyesült Államok     |                                                                 |
| 1894 | Ostend Bécs Expressz             |                                                              | Európa                        |                                                                 |
| 1896 | Bécs Nizza Expressz              |                                                              | Európa                        |                                                                 |
| 1898 | Cairo Luxor Expressz             |                                                              | Egyiptom                      |                                                                 |
| 1898 | Transzszibériai vasútvonal       |                                                              | Oroszország                   |                                                                 |
| 1899 | Nilgiri Mountain Vasútvonal      |                                                              | India                         |                                                                 |
| 1900 | Riviera Expressz                 |                                                              |                               |                                                                 |
| 1900 | Transatlantic Expressz           |                                                              |                               |                                                                 |
| 1902 | 20th Century Limited             | New YorkChicago                                              | Amerikai Egyesült Államok     |                                                                 |
| 1903 | Sárga vonat                      | Villefranche-de-Conflent - Mont-Louis                        | Franciaország / Spanyolország |                                                                 |
| 1904 | Oberland Leman Expressz          |                                                              |                               |                                                                 |
| 1912 | 020Ч (Transzmandzsu Expressz)    | Moszkva – Peking                                             | Oroszország / Kína            | A Föld leghosszabb útját (8961 km) megtevő vasúti járata        |
| …    | …                                | …                                                            | …                             | …                                                               |
| 1970 | Indian Pacific                   | Perth - Sydney                                               | Ausztrália                    |                                                                 |
| 1976 | InterCity 125                    |                                                              | Egyesült Királyság            | A leggyorsabb dizel expressz                                    |
| 1982 | Palace on Wheels                 |                                                              | India                         | Luxus turista vonat Rádzsasztánban                              |
| 1982 | Velence-Szimplon Orient Expressz |                                                              | Európa                        |                                                                 |
| 1987 | TranzAlpine                      | Christchurch - Greymouth                                     | Új-Zéland                     |                                                                 |
| 1990 | The Rocky Mountaineer            |                                                              | Kanada                        | 4 útvonal a kanadai Sziklás-hegységben                          |
| 1994 | Eurostar                         | London – Párizs (Gare du Nord) vagy Brüsszel (Brusszel-Zuid) | UK / Franciaország / Belgium  |                                                                 |